# Cheng Rui
Cheng Rui (chinesisch 程瑞, Pinyin Chéng Ruì, * 31. Juli 1979) ist ein ehemaliger chinesischer Badmintonspieler.

## Karriere
1996 machte Cheng Rui das erste Mal auf sich aufmerksam, als er Silber im Mixed bei der Junioren-Weltmeisterschaft erkämpfen konnte. Nach einer längeren Durststrecke meldete er sich 2001 bei den Badminton-Asienmeisterschaften zurück, wo er Bronze mit Wang Wei im Doppel gewann. Bei den All England 2002 und den China Open 2003 wurden beide jeweils Dritter im Herrendoppel.

## Sportliche Erfolge
| Saison | Veranstaltung               | Disziplin    | Platz | Name                 |
| ------ | --------------------------- | ------------ | ----- | -------------------- |
| 1996   | Junioren-Weltmeisterschaft  | Mixed        | 2     | Cheng Rui / Gao Ling |
| 1996   | Welthochschulmeisterschaft  | Herrendoppel | 2     | Feng Yi / Cheng Rui  |
| 1997   | Junioren-Asienmeisterschaft | Mixed        | 1     | Cheng Rui / Gao Ling |
| 2001   | Asienmeisterschaft          | Herrendoppel | 3     | Cheng Rui / Wang Wei |
| 2002   | All England                 | Herrendoppel | 3     | Cheng Rui / Wang Wei |
| 2002   | French Open                 | Herrendoppel | 1     | Cheng Rui / Wang Wei |
| 2003   | China Open                  | Herrendoppel | 3     | Cheng Rui / Wang Wei |